# Souk L'Qolla
Souk L Qolla (franska: Souk L Qolla (CR), Souk L Qolla (Commune Rurale), arabiska: تازروت) är en kommun i Marocko.   Den ligger i provinsen Larache och regionen Tanger-Tétouan-Al Hoceïma, i den norra delen av landet, 170 km nordost om huvudstaden Rabat. Antalet invånare är 16 903.